# ナタリア・ガブリリツァ
ナタリア・ガブリリツァ（ルーマニア語: Natalia Gavrilița、1977年9月21日 – ）は、モルドバ共和国のエコノミスト、政治家。同国の第15代首相。モルドバ史上3人目の女性首相であった。行動と連帯党（PAS）副代表。
マイア・サンドゥが首相を務めていた際の内閣では、2019年6月から2019年11月まで財務大臣を務めた。

## 経歴
1977年、モルダヴィア・ソビエト社会主義共和国のグリゴリオポリ地区マラエシュティ村で生まれた。この地は現在、未承認国家沿ドニエストル共和国の支配する地域に含まれている。
2000年にモルドバ国立大学法学部を卒業し、国際法の学士号を取得した。
2000年から2003年まで、キシナウの在モルドバ米国大使館経済政治局で勤務した。
2005年、ハーバード大学の公共政策大学院ケネディ・スクールで公共政策修士号を取得した。
同年、世界銀行欧州・中央アジア地域副総裁室アドバイザー、2005年から2006年まで欧州委員会経済金融総局インターン、その後コンサルタントを務めた。
2007年から2008年までモルドバ経済貿易省マクロ経済政策開発部長、2008年から2009年までモルドバ政府プログラム・援助調整部部長を務めた。
2009年から2013年まで、英国オックスフォードを拠点とする低中所得国向けの開発コンサルティング企業オックスフォード・ポリシー・マネジメントでシニアコンサルタント、後にポートフォリオマネージャーを務めた。タジキスタン、インドネシア、ナイジェリア、パレスチナ占領地でのガバナンスと評価のプロジェクトに携わった。
2013年から2015年まで、マイア・サンドゥが教育大臣を務めるモルドバ教育省でチーフスタッフ、その後事務長官を務めた。
2015年にサンドゥが退任するとガブリリツァも職を辞し、英国の非営利投資ファンドグローバル・イノベーション・ファンドに参加し事務局長を務めた。
2017年、当時サンドゥが率いていた新欧州派のPASに入党した。

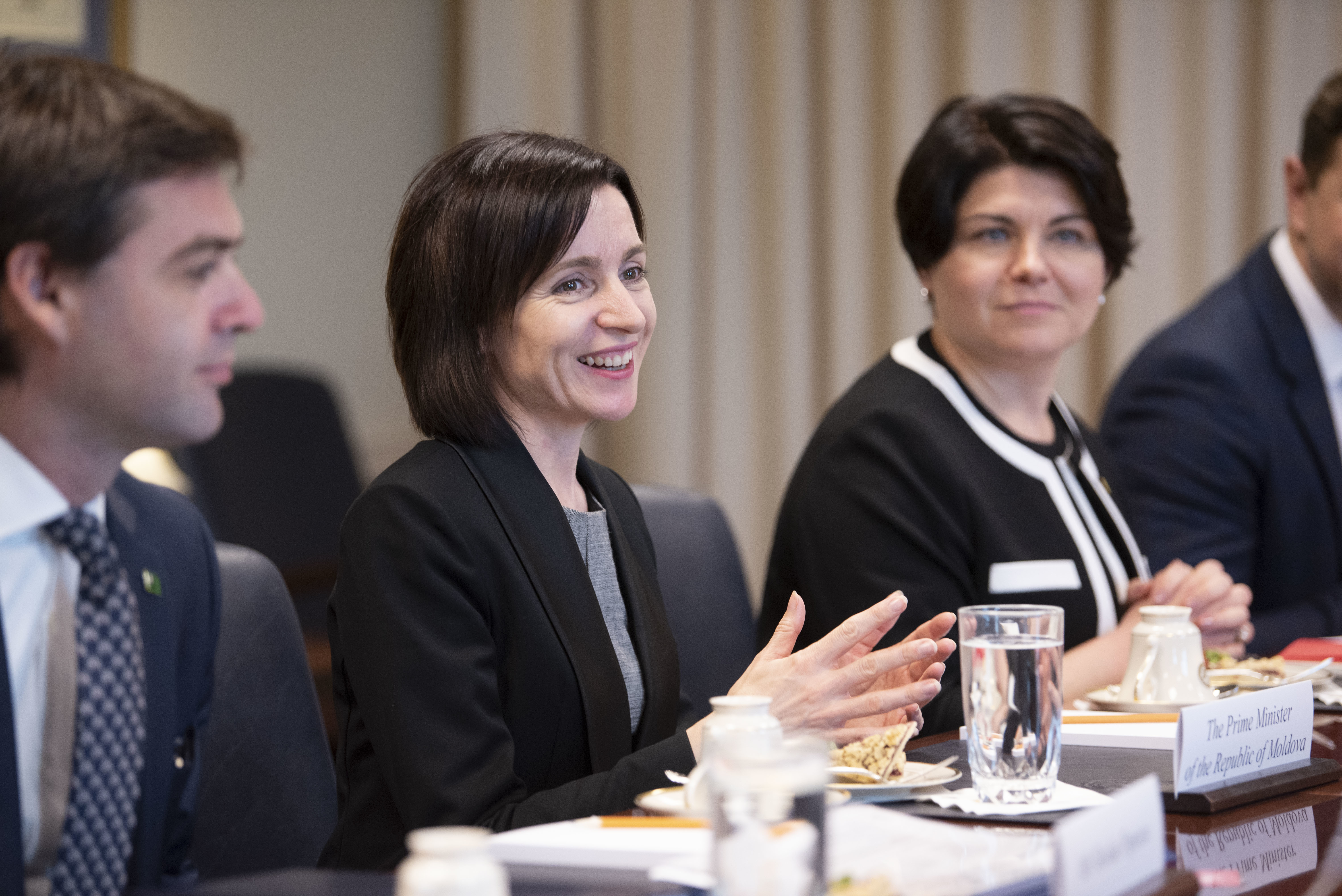
マイア・サンドゥ首相（当時）とガブリリツァ（2019年）

2019年6月、サンドゥ内閣に財務大臣として参加したが、同年11月の内閣不信任案可決によりサンドゥ内閣は総辞職に追い込まれた。
2020年6月、グローバル・イノベーション・ファンドに再び参加した。

### 首相在任期間
2021年1月、大統領に転身していたサンドゥによって首相に指名された。しかしこの指名は議会で否決された。サンドゥは親ヨーロッパのスタンスを鮮明にしており、同じ価値観を持ち盟友でもあるガブリリツァを登用した。しかし当時の議会は親ロシア派が多数を占めており、ヨーロッパ寄りの組閣とみなされ妨害を受けたのである。サンドゥはモルドバ憲法に基づいて議会を解散し、7月に前倒しで総選挙を行った。この結果、PASが単独過半数を獲得し、ガブリリツァも当選した。選挙後、サンドゥによって再び首相に指名され、同年8月6日に議会の承認を受け首相に就任した。
2021年6月、欧州連合（EU）はモルドバに対して3年間で6億ユーロの経済支援を行うと発表した。ただしこの計画には、司法改革や汚職対策に関する厳格な条件が付されている。首相就任後ガブリリツァは、改革はEUを満足させるためだけでなく有権者がそれを望んだから行うのだと語り、モルドバの市民は不誠実な政府、私腹を肥やす政治家、人々のために働かない公共サービス、公共の利益を考慮しない決定にうんざりしていると述べた。喫緊の課題として、COVID-19対策、司法改革、汚職防止策、モルドバの生活水準の向上を挙げた。
ガブリリツァ内閣は、従来の9人ではなく、13人の閣僚で構成されることとなった。ほとんどが各分野の専門家と非政府組織出身者であり、大臣経験者は副首相兼外相に就任したニク・ポペスクとガブリリツァのみである。人身売買の撲滅とその被害者の救済に携わってきたアナ・レヴェンコはモルドバ史上初の女性内務大臣となった。

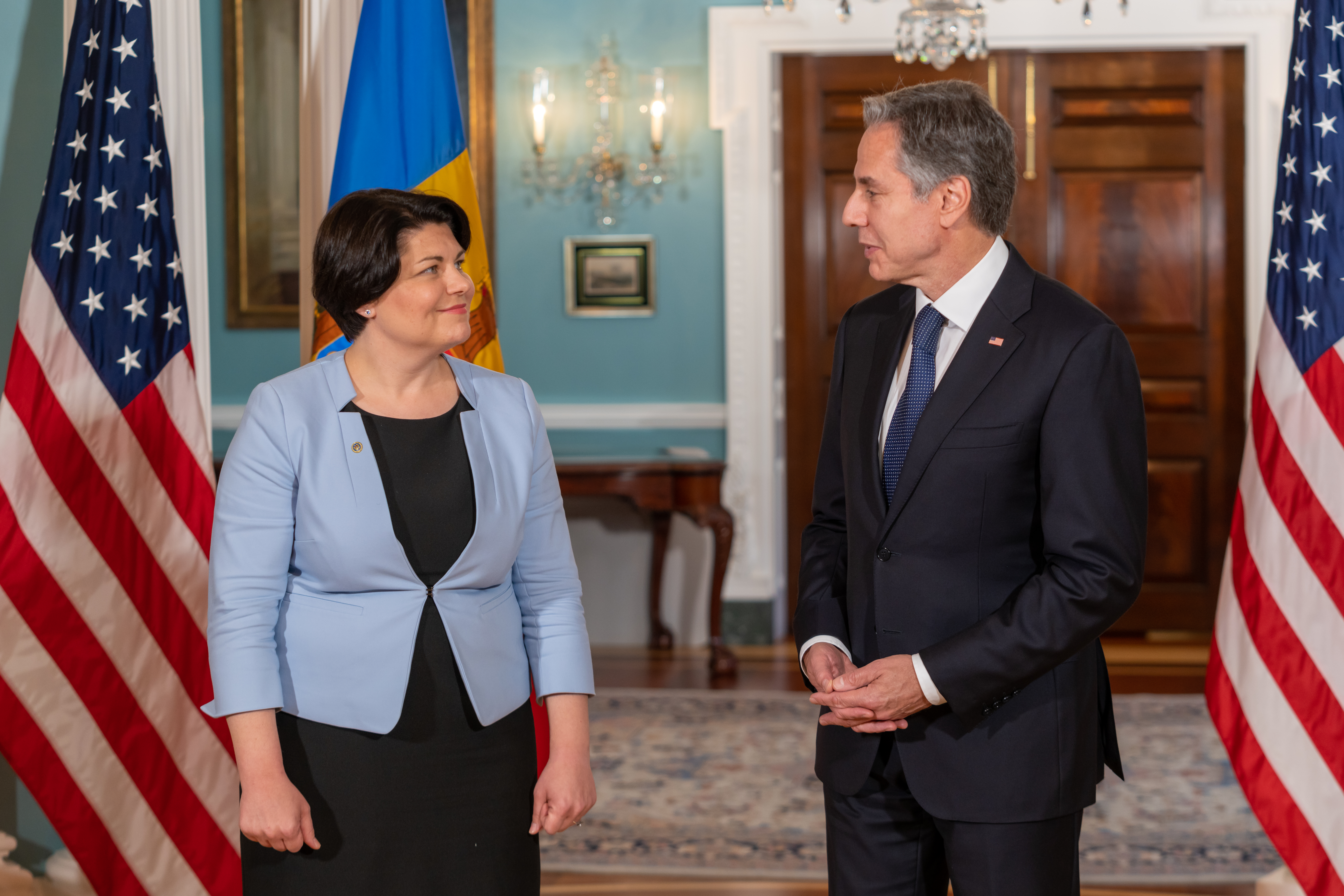
アントニー・ブリンケン国務長官と（2022年6月）

2022年2月に開始されたロシアによるウクライナ侵攻後に伴い、大量に流入する難民について、「国家機関、非政府機関、市民の間で効果的な連携が行われ、モルドバが小さな国でありながら大きな心を持つ国であることを示し、難民を助けるために自国の人々が行動したことを誇りに思う」と語った。
2022年5月25日、ガブリリツァはEUに加盟する歴史的な機会を逃してはならないと語った。
同年6月23日、EUはモルドバとウクライナを加盟候補国として承認した。
同年9月27日前後にかけて、ガブリリツァは同国首相として財務大臣のドゥミトル・ブディアンスキとともに訪日し、故安倍晋三国葬儀に参列した。訪日中の28日に内閣総理大臣の岸田文雄と首脳会談を実施した。
ウクライナからの大量の難民流入への対応に追われ、また急激に進行するインフレへの対応に批判が集まる中、2023年2月10日に突如として首相辞任を表明した。後任にはドリン・レチャンが指名され、同年2月16日にモルドバ共和国の第16代首相に就いた。